# Colin Duffy (Kletterer)
Colin Duffy (* 10. Dezember 2003 in Broomfield, Colorado) ist ein US-amerikanischer Sportkletterer.

## Kindheit und Jugend
Duffy begann das Klettern mit 3 Jahren in Boulder. Mit 8 Jahren kam er zu ABC Kids Climbing und trainierte unter Robyn Erbesfield-Raboutou. Insgesamt konnte er 10 nationale Jugendmeisterschaften gewinnen, ebenso wie die Jugendweltmeisterschaft 2019 im Lead.

## Karriere
Bei seinem ersten internationalen Senioren-Wettbewerb im März 2020 konnte er die Pan-Amerikanische Meisterschaft für sich entscheiden und sich so für die Olympischen Spiele 2020 qualifizieren. Dort konnte er sich als Dritter der Qualifikation für das Finale qualifizieren und belegte dort den siebten Platz.
Am Weltcup in Villars 2021 wurde er Dritter im Lead und gewann damit seine erste Weltcup-Medaille. Am 23. Juni 2022 gewann er am Boulder-Weltcup in Innsbruck seine erste Gold-Medaille. Am 26. Juni 2022 gewann er ebenfalls in Innsbruck den Weltcup im Lead. Damit ist er der erste männliche Kletterer, der am gleichen Weltcup sowohl im Bouldern als auch im Lead gewinnen konnte.
Bei der Weltmeisterschaft in Bern 2023 wurde er Zweiter im Boulder&Lead und holte sich damit ein Olympiaticket für Paris 2024. Dort belegte er den vierten Platz.

## Erfolge (Auswahl)
(Quelle: )

### Boulder
8C+/V16
- Bookkeeping – Clear Creek Canyon (USA) – 26. Februar 2023 – Erste Wiederholung

8B+/V14
- Spidey – Clear Creek Canyon (USA) – 26. Februar 2023
- Breeding Puppies – Secret Garden (USA) – 20. Dezember 2022
- The Phoenix – Rocky Mountain National Park (USA) – 18. Dezember 2022
- Muscle Car – Coal Creek (USA) – 6. November 2022
- Echale – Crear Creek Canyon (USA) – 24. November 2021

### Kletterrouten
9a/5.14d
- The Activator – Hurricave (USA) – 21. November 2021
- Life Of Villains – Hurricave (USA) – 19. November 2021